# Trưng cầu ý dân về việc Đức rời Hội Quốc Liên 1933
Một cuộc trưng cầu ý dân về việc Đức rời Hội Quốc Liên được tổ chức vào ngày 12 tháng 11 năm 1933 cùng với cuộc bầu cử Quốc hội. Kết quả chính thức cho thấy 95% số phiếu ủng hộ Đức rời Hội Quốc Liên với tỷ lệ cử tri đi bỏ phiếu là 96%. Đây là cuộc trưng cầu dân ý đầu tiên do Chính phủ Đức dưới thời Thủ tướng Adolf Hitler tổ chức, sau khi Chính phủ tự trao cho mình quyền trưng cầu ý dân vào ngày 14 tháng 7 năm 1933.

## Bối cảnh

### Hitler lên nắm quyền
Sau khi được Tổng thống Paul von Hindenburg bổ nhiệm làm thủ tướng vào ngày 30 tháng 1 năm 1933, Adolf Hitler vận động Quốc hội thông qua Luật Trao quyền để cho phép chính phủ ban hành luật mà không cần sự đồng ý của Quốc hội. Do không đủ hai phần ba số phiếu cần thiết để thông qua đạo luật, Hindenburg giải tán Quốc hội vào ngày 31 tháng 1. Trong cuộc bầu cử liên bang tháng 3 năm 1933, Đảng Quốc Xã giành được 43,9% số phiếu bầu. Cùng với các đảng phái liên minh, Hitler tranh thủ được sự ủng hộ của 60% nghị sĩ nhưng cần sự ủng hộ của Đảng Trung dung Đức để đạt được ngưỡng hai phần ba. Sau khi Hitler cam kết sẽ tôn trọng các quyền của Giáo hội Công giáo, Luật Trao quyền được Quốc hội thông qua với 441 phiếu thuận, 91 phiếu chống biến Hitler thành một nhà độc tài thực thụ. Tuy nhiên, Hindenburg vẫn có quyền miễn nhiệm Hitler về mặt pháp lý.

### Trưng cầu ý dân tại Đức Quốc Xã
Hiến pháp Weimar quy định tổng thống có quyền trưng cầu ý dân về luật được Quốc hội thông qua. Một cuộc trưng cầu ý dân cũng được tổ chức nếu ít nhất 10% cử tri yêu cầu. Ngày 14 tháng 7 năm 1933, Chính phủ Đức sử dụng Luật Trao quyền để ban hành Luật trưng cầu ý dân,  cho phép Chính phủ trưng cầu ý dân về "các vấn đề chính sách quốc gia" và "luật được Chính phủ ban hành". Mặc dù các điều khoản hiến pháp về trưng cầu ý dân không bị bãi bỏ, nhưng những luật sau đó xác định rằng các điều khoản đó sẽ không được áp dụng.

## Tổ chức
Phiếu trưng cầu ý dân có nội dung sau:
Bạn, công dân nam Đức, và bạn, công dân nữ Đức, có chấp nhận chính sách này của chính phủ quốc gia không, và bạn có sẵn sàng thể hiện và tuyên bố chính kiến của bạn không?

Để kích động tinh thần dân tộc, Đảng Quốc Xã chủ ý sắp xếp thời điểm trưng cầu ý dân sao cho gần nhất có thể với ngày kỷ niệm 15 năm Hiệp định đình chiến Compiègne, khi đó là một ký ức cay đắng trong tâm trí không chỉ của hầu hết nhân dân Đức. Vì bầu cử ở Đức luôn diễn ra vào Chủ Nhật nên cuộc bỏ phiếu được tổ chức một ngày sau ngày kỷ niệm.
Nhà chính trị học Arnold Zurcher nhận xét rằng mặc dù "chắc chắn có rất nhiều" "áp lực vô hình từ chính quyền" nhưng có lẽ rất ít "sự ép buộc và đe dọa trắng trợn tại các địa điểm bỏ phiếu" và cuộc trưng cầu ý dân về bản chất vẫn dân chủ. Nhà sử học Heinrich August Winkler lưu ý rằng ở giai đoạn này trong lịch sử của Đức Quốc Xã, dư luận Đức cực kỳ bác bỏ Hòa ước Versailles và một cử tri vẫn có thể bỏ phiếu chống, không hợp lệ hoặc không bỏ phiếu "mà không có rủi ro cá nhân lớn". Đặc biệt, chính quyền không ngăn cản việc bỏ phiếu chống hoặc không hợp lệ ở những quận đông người Do Thái, người Ba Lan và các dân tộc thiểu số khác mà dự định lợi dụng kết quả chống nhằm tuyên truyền rằng những bộ phận này bất trung với Đức.

## Kết quả
Ở Đông Phổ, thành trì của giới địa chủ Junker, tỷ lệ ủng hộ đạt 97%, trong khi ở Hamburg, từng là thành trì của Đảng Cộng sản Đức, chỉ có 84% cử tri bỏ phiếu ủng hộ. Sự khác biệt vùng miền này được thể hiện lại trong cuộc trưng cầu ý dân về nguyên thủ quốc gia năm 1934. Các vùng nông thôn của Đức ủng hộ rời Hội Quốc Liên nhất, trong khi các thành phố có tỷ lệ phản đối cao hơn, nhưng tỷ lệ ủng hộ nhìn chung cao hơn so với tỷ lệ ủng hộ trao quyền tổng thống cho Hitler vào năm 1934.

Vùng Pfalz có tỷ lệ cử tri đi bỏ phiếu cao nhất, đạt 98,4% cử tri đã đăng ký. Vùng ngoại ô giàu có Potsdam của Berlin có tỷ lệ cử tri đi bỏ phiếu thấp nhất, chỉ đạt 90%.
| Lựa chọn                             | Lựa chọn                     | Phiếu bầu  | %      |
| ------------------------------------ | ---------------------------- | ---------- | ------ |
| Đồng ý                               | Đồng ý                       | 40.633.852 | 95.08  |
| Không đồng ý                         | Không đồng ý                 | 2.101.207  | 4.92   |
| Tổng cộng                            | Tổng cộng                    | 42.735.059 | 100.00 |
|                                      |                              |            |        |
| Phiếu bầu hợp lệ                     | Phiếu bầu hợp lệ             | 42.735.059 | 98.26  |
| Phiếu bầu không hợp lệ/trống         | Phiếu bầu không hợp lệ/trống | 757.676    | 1.74   |
| Tổng cộng phiếu bầu                  | Tổng cộng phiếu bầu          | 43.492.735 | 100.00 |
| Cử tri phiếu bầu đã đăng ký          | Cử tri phiếu bầu đã đăng ký  | 45.178.701 | 96.27  |
| Nguồn: Nohlen & Stöver 2010, tr. 770 |                              |            |        |

### Trích dẫn
1. ↑  Nohlen & Stöver 2010, tr. 762.
2. ↑  Nohlen & Stöver 2010, tr. 770.
3. 1 2  Zurcher 1935, tr. 91.
4. ↑  Shirer 1960, tr. 183–184.
5. ↑  McDonough 2021, tr. 29.
6. ↑  McDonough 2021, tr. 33.
7. ↑  McDonough 2021, tr. 42.
8. ↑  Beck 2018, tr. 58.
9. ↑  McDonough 2021, tr. 53.
10. ↑  McDonough 2021, tr. 53–54.
11. ↑  McDonough 2021, tr. 55.
12. ↑  Enderis 1933, tr. 5.
13. ↑  Böckenförde 2006, tr. 110.
14. ↑  Richter & Jessen 2018, tr. 87.
15. ↑  Zurcher 1935, tr. 92.
16. ↑  Suksi 1993, p. 100, note 2.
17. ↑  Zurcher 1935, tr. 95.
18. ↑  Winkler 2006, tr. 31.
19. ↑  The Guardian 1933.
20. 1 2 3  Zurcher 1935, tr. 96.